# Matica-Vrgoračko polje
Matica-Vrgoračko polje este o arie protejată (sit de importanță comunitară — SCI) din Croația întinsă pe o suprafață de 292,78 ha, integral pe uscat.

## Localizare
Centrul sitului Matica-Vrgoračko polje este situat la coordonatele 43°09′25″N 17°25′52″E / 43.157°N 17.431°E.

## Înființare
Situl Matica-Vrgoračko polje a fost declarat sit de importanță comunitară în iulie 2013 pentru a proteja 9 specii de animale.

## Biodiversitate
Situată în ecoregiunea mediteraneană, aria protejată conține 3 habitate naturale: Cursuri de apă de la nivel de câmpie la nivel montan, cu vegetație Ranunculion fluitantis și Callitricho-Batrachion, Ape stătătoare oligotrofe până la mezotrofe, cu vegetație de Littorelletea uniflorae și/sau de Isoëto-Nanojuncetea, Ape puternic oligomezotrofe cu vegetație bentonică cu Chara spp..
La baza desemnării sitului se află mai multe specii protejate:
- amfibieni (1): proteu de peșteră (Proteus anguinus)
- nevertebrate (2): Austropotamobius pallipes, Congeria kusceri
- pești (5): zvârluga (Cobitis taenia), Knipowitschia croatica, Lampetra zanandreai, Phoxinellus spp., Squalius microlepis
- reptile (1): Elaphe situla